# Episodi di Soldato Benjamin (seconda stagione)
La seconda stagione della serie televisiva Soldato Benjamin è stata trasmessa in anteprima negli Stati Uniti d'America dalla CBS tra il 12 ottobre 1981 e il 26 aprile 1982.
| nº | Titolo originale                             | Titolo italiano | Prima TV USA     | Prima TV Italia |
| -- | -------------------------------------------- | --------------- | ---------------- | --------------- |
| 1  | Judy in the Driver's Seat                    |                 | 12 ottobre 1981  |                 |
| 2  | Judy Got Her Gun                             |                 | 19 ottobre 1981  |                 |
| 3  | So Long, Sergeant Ross                       |                 | 26 ottobre 1981  |                 |
| 4  | Give Me Liberty (Part 1)                     |                 | 2 novembre 1981  |                 |
| 5  | Give Me Liberty (Part 2)                     |                 | 9 novembre 1981  |                 |
| 6  | For the Love of Judy                         |                 | 16 novembre 1981 |                 |
| 7  | Bye, Bye Benjamin                            |                 | 30 novembre 1981 |                 |
| 8  | Undercover Judy                              |                 | 7 dicembre 1981  |                 |
| 9  | Gone with the Jeep                           |                 | 21 dicembre 1981 |                 |
| 10 | A Bath for Benjamin                          |                 | 28 dicembre 1981 |                 |
| 11 | Man on the Floor                             |                 | 4 gennaio 1982   |                 |
| 12 | Not for Men Only                             |                 | 18 gennaio 1982  |                 |
| 13 | Moments to Remember                          |                 | 25 gennaio 1982  |                 |
| 14 | I Wonder Who's Blackballing Her Now?         |                 | 1º febbraio 1982 |                 |
| 15 | Are You Sure Mike Wallace Started Like This? |                 | 8 febbraio 1982  |                 |
| 16 | Beauty and the Brass                         |                 | 15 febbraio 1982 |                 |
| 17 | When It's Hot, It's Hot                      |                 | 1º marzo 1982    |                 |
| 18 | Reds and Blues                               |                 | 15 marzo 1982    |                 |
| 19 | Profiles in Courage                          |                 | 5 aprile 1982    |                 |
| 20 | S*M*A*S*H                                    |                 | 12 aprile 1982   |                 |
| 21 | Me, Me, Me                                   |                 | 19 aprile 1982   |                 |
| 22 | Real World                                   |                 | 26 aprile 1982   |                 |